# Rusalka (film 2007)
Rusalka (Русалка) è un film del 2007 diretto da Anna Melikjan.

## Trama
Il film racconta di una ragazza di nome Alisa, che è sfortunata in tutto tranne che per la capacità di comunicare con il mare e influenzare gli eventi che si svolgono nel mondo. Decide di andare a Mosca, dove l'aspettano nuovi problemi e il suo primo amore nella sua vita.